# Irvingia smithii
Irvingia smithii là một loài thực vật có hoa trong họ Irvingiaceae. Loài này được Hook.f. mô tả khoa học đầu tiên năm 1860.